# Gilberto Camargo
Gilberto Camargo (São Paulo, 14 de maio de 1963) é um escritor, editor e roteirista de quadrinhos brasileiro. Nas década de 1980 e 1990,  inspirado na revista Heavy Metal, publicou HQs de ficção científica e fantasia em diversos fanzines, sendo sua personagem mais conhecida Jadhy Kelerin, uma agente especial do planeta Darek, que teve quadrinhos desenhados por ele e arte-finalizados por  Rodval Matias, na revista Jadhy, a caçadora, publicada em 1985 pela editora Maciota/Press de Franco de Rosa e Paulo Paiva.
Em 1986, colaborou com a versão para bancas de jornais do fanzine Historieta de Oscar Kern, com uma história ilustrada por Watson Portela, a revista foi publicada pela Press Editorial de Franco de Rosa e Paulo Paiva. Em 1987, Gilberto ganhou o Prêmio Angelo Agostini na categoria "melhor roteirista".
Em 1992, lançou o fanzine Trekker Report, dedicada a franquia Star Trek.
Em 2010, a personagem Jadhy foi relançada no livro Jadhy: o mistério dos símbolos, de 120 páginas, publicado de forma independente, o livro teve capa do quadrinista Emir Ribeiro.
Em 2019, um álbum republicando as histórias de Jadhy pela Press Editorial foi publicado na coleção GraphicBook da Editora Criativo.